# Slap, Danilovgrad
Slap este un sat din comuna Danilovgrad, Muntenegru. Conform datelor de la recensământul din 2003, localitatea are 40 de locuitori (la recensământul din 1991 erau 46 de locuitori).

## Demografie
În satul Slap locuiesc 34 de persoane adulte, iar vârsta medie a populației este de 43,5 de ani (38,1 la bărbați și 48,9 la femei). În localitate sunt 19 gospodării, iar numărul mediu de membri în gospodărie este de 2,11.
|  |

| Demografie | Demografie | Demografie |
| An         | Locuitori  | Locuitori  |
| ---------- | ---------- | ---------- |
|            |            |            |
|            |            |            |
|            |            |            |
|            |            |            |
| 1948       | 121        |            |
| 1953       | 178        |            |
| 1961       | 142        |            |
| 1971       | 94         |            |
| 1981       | 79         |            |
| 1991       | 46         | 46         |
| 2003       | 40         | 40         |

| \| Componența etnică conform recensământului din 2003[2] \| Componența etnică conform recensământului din 2003[2] \| Componența etnică conform recensământului din 2003[2] \| Componența etnică conform recensământului din 2003[2] \| Componența etnică conform recensământului din 2003[2] \| \| ----------------------------------------------------- \| ----------------------------------------------------- \| ----------------------------------------------------- \| ----------------------------------------------------- \| ----------------------------------------------------- \| \| \| \| \| \| \| \| Muntenegreni \| Muntenegreni \| \| 29 \| 72,5% \| \| Sârbi \| Sârbi \| \| 9 \| 22,5% \| \| Croați \| Croați \| \| 2 \| 5% \| \| necunoscută \| necunoscută \| \| 0 \| 0% \| |              |  |    |       |
| Componența etnică conform recensământului din 2003 |              |  |    |       |
| |              |  |    |       |
| Muntenegreni | Muntenegreni |  | 29 | 72,5% |
| Sârbi | Sârbi        |  | 9  | 22,5% |
| Croați | Croați       |  | 2  | 5%    |
| necunoscută | necunoscută  |  | 0  | 0%    |